# Slachtofferbeschuldiging

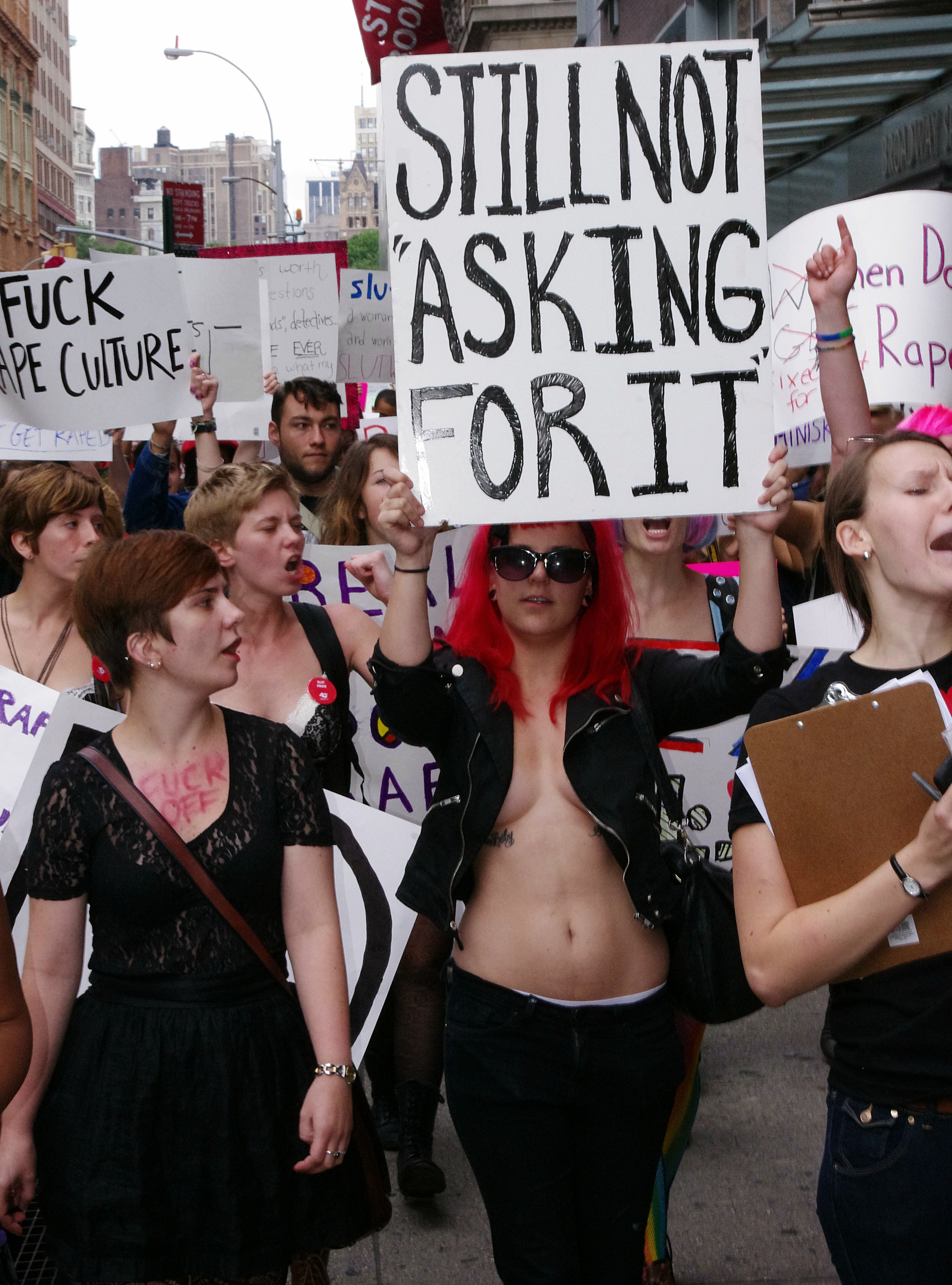
Vrouwenprotest tegen slachtoffer-beschuldiging tijdens een SlutWalk in New York in 2011

Slachtofferbeschuldiging of schuldvraagomkering (Engels: blaming-the-victim of victim blaming) is een vorm van morele ontkoppeling waarbij een dader of omstander de schuld voor een vergrijp bij het slachtoffer legt. Door te stellen dat het slachtoffer het aan zichzelf te wijten heeft, kan een dader juist zichzelf als slachtoffer voordoen en zo zijn of haar gedrag proberen te rechtvaardigen, wat voor het echte slachtoffer extra belastend is. Dit kan zo ver voeren dat het slachtoffer hierin gaat geloven, met zelfverachting tot gevolg, en uit schaamte minder snel de openbaarheid zoekt. De term is afkomstig van William Ryan uit zijn gelijknamige boek Blaming the victim uit 1970.
Het neerleggen van de schuld bij het slachtoffer is onder meer te zien bij aanranding en verkrachting. Gedrag of kledingwijze van het slachtoffer worden dan wel aangevoerd als aanstootgevend en een teken dat het slachtoffer er zelf om vroeg. Zo zijn er ook pedoseksuelen die beweren dat de kinderlijke seksualiteit een uitlokking was.
Alledaagser is de verdediging van een pester die zegt dat de gepeste persoon het zelf uitlokte. Veel voorkomend is ook de verdediging van vreemdgaan met het argument dat de huwelijkspartner te weinig aandacht zou geven.
Een mogelijke verklaring voor slachtofferbeschuldiging is dat mensen zichzelf graag willen voorhouden dat wat iemand anders is overkomen henzelf niet zal overkomen. De gedachte dat het slachtoffer het er wel zelf naar gemaakt zal hebben, is immers makkelijker te verdragen dan de gedachte dat het iedereen zou kunnen overkomen. Ook kan de zaak makkelijker worden afgedaan door te stellen dat het de eigen schuld is van het slachtoffer. De dader hoeft dan immers niet gestraft te worden.

## Rechtvaardige wereld
De rechtvaardigewereldtheorie (Engels: just-world hypothesis) kan een rol spelen bij slachtofferbeschuldiging. Dat is het uitgangspunt dat de wereld rechtvaardig is en dat mensen krijgen wat ze verdienen. De theorie is voor het eerst geformuleerd in de jaren 1960 door Melvin Lerner, een Amerikaanse sociaal psycholoog. Met deze denkfout "houden we de illusie in stand dat we zelf controle hebben over de gevolgen van ons gedrag". Volgens Iva Bicanic willen mensen met deze theorie hun eigen beeld van een veilige wereld overeind houden. Uit onderzoek blijkt dat deze denkfout er ook voor zorgt dat veel slachtoffers zichzelf beschuldigen, waardoor ze de illusie in stand kunnen houden dat ze wat hun is overkomen in de toekomst kunnen voorkomen. Hoe mensen over slachtoffers denken, is beïnvloedbaar door met woorkeuze en woordvolgorde de nadruk meer te leggen op de dader dan op het slachtoffer. Volgens Laura Niemi, onderzoeker aan de Harvard-universiteit in Massachusetts, lijkt dat een zinvolle strategie om slachtofferbeschuldiging te verminderen.
Uitspraken als 'Waar er twee kijven, hebben er twee schuld', 'Hij begint, jij stopt' en 'Kijk eerst naar je eigen gedrag en dan pas naar dat van de ander' worden nogal eens gebruikt om de schuld in de schoenen van het slachtoffer te schuiven. Ook kan het voorkomen dat actief gezocht wordt naar wat het slachtoffer fout zou kunnen hebben gedaan, waarbij het gedrag van het slachtoffer onder een vergrootglas wordt gelegd. Zo stelde psycholoog Richard Evans na de moord op Robert F. Kennedy dat de Kennedy's slachtoffers op zoek naar moordenaars waren.

## Alternatieve geneeswijzen
Victim blaming in alternatieve geneeswijzen manifesteert zich door het idee te benadrukken dat individuen persoonlijk verantwoordelijk zijn voor hun gezondheid en ziekten. In deze benadering wordt vaak gesuggereerd dat ziekten direct voortkomen uit persoonlijke acties, gedachten, emoties of onopgeloste conflicten, wat patiënten onterecht de schuld geeft van hun aandoening. Bovendien wordt er beweerd dat genezing kan worden bereikt door innerlijke veranderingen, zoals het aanpassen van gedachtenpatronen of emoties. Hoewel zelfreflectie en positieve veranderingen voordelen kunnen bieden, wordt het problematisch als dit de primaire aanpak is voor ernstige of chronische ziekten.
Daarnaast ontmoedigen sommige alternatieve geneeswijzen het gebruik van conventionele medische behandelingen, waardoor patiënten kunnen gaan geloven dat zij niet genezen omdat ze zich niet volledig wijden aan alternatieve methoden. Deze nadruk op persoonlijke verantwoordelijkheid kan ook leiden tot sociale en psychologische druk, waarbij patiënten zich gedwongen voelen om te bewijzen dat ze hun best doen om te genezen. Dit kan resulteren in schuldgevoelens en zelfverwijt als de gezondheid niet verbetert.
Deze praktijken van victim blaming in alternatieve geneeswijzen zijn schadelijk omdat ze de complexe realiteit van ziekten, waaronder genetische, omgevings- en levensstijlfactoren, negeren en patiënten onterecht de schuld geven van hun ziekten. Dit kan leiden tot verhoogde angst, stress en een gevoel van falen bij patiënten, wat hun algemene welzijn kan schaden.